# Dimensione violenza (album)
Dimensione Violenza è il quarto album in studio del rapper italiano Metal Carter, pubblicato il 3 giugno 2014 dalla Mandibola Records.

## Il disco
Dimensione Violenza è ritenuto l'album più aggressivo di Metal Carter, che è considerato l'importatore, l'originatore e il king del Death-Rap italiano, ovvero uno stile del Gangsta Rap ma più intenso, malato, folle e brutale, influenzato dal Death Metal e dai film horror. Il disco presenta infatti dei testi estremamente spietati e le tematiche ricorrenti sono interamente legate alla sfera della violenza. L'uscita dell'album è stata anticipata dalla pubblicazione su YouTube dei videoclip dei brani Dimensione Violenza, Ways e Magnatesta, avvenuta tra il 2011 e il 2013.
Il 3 giugno 2014, in concomitanza con l'intero disco, esce invece il video di Minaccia. Infine nei primi mesi del 2015, sempre su YouTube, vengono caricat i videoclip di Tradirmi Mai, Slaughter e Odio Cieco.

## Tracce
1. Odio Cieco - 2:39 (Prod. Fetz Darko)
2. Tutto ciò che fanno - 2:29 (Prod. Fetz Darko)
3. Cadere - 3:09 (Prod. Dr. Cream)
4. Minaccia - 2:41 (Prod. Depha Beat)
5. Ways - 3:06 (Prod. Dr. Cream) (Scratch by Pitch8)
6. Amico di chi? - 4:31 (feat. Fetz Darko, Chicoria, Supremo73, Denay) (Prod. Depha Beat)
7. Evil Dead - 2:53 (Prod. Depha Beat)
8. Tradirmi Mai - 4:55 (Prod. Gabriel Cage)
9. Dimensione Violenza - 2:46 (Prod. Fetz Darko)
10. Slaughter - 4:28 (feat. Noyz Narcos, Gast, Cole) (Prod. Stabber)
11. Nella Morsa - 1:49 (Prod. Santo Trafficante)
12. Vagando - 2:49 (Prod. Fetz Darko)
13. Killing Time - 2:34 (feat. Dj Stile) (Prod. Santo Trafficante)
14. Magnatesta - 4:05 (feat. Fetz Darko, Denay) (Prod. Depha Beat)
15. Piano Punitivo - 2:44 (Prod. Fetz Darko)